# 영국의 국기
영국은 국기를 유니언 잭(영어: Union Jack) 또는 유니언 기(영어: Union Flag 유니언 플래그[*])라는 이름으로 알려진 깃발로 사용한다.
현재의 디자인으로 정해진 것은 1800년 합병령으로 그레이트브리튼 왕국과 아일랜드 왕국이 통합해서 그레이트브리튼 아일랜드 연합왕국이 되면서 정해졌다. 국기의 가로세로비는 1:2이며, 영국 왕립해군에서는 1:2 비율의 국기를 사용한다. 영국 육군에서는 4:5 비율의 국기를 사용한다. 민간에서는 3:5 사이즈를 사용하기도 한다.

## 구성
영국의 국기는 잉글랜드를 상징하는 성 조지 십자(흰 바탕에 그려진 붉은 십자), 스코틀랜드를 상징하는 성 앤드류 십자(파란 바탕에 그려진 흰 X자 모양의 십자), 아일랜드를 상징하는 성 패트릭 십자(흰 바탕에 그려진 붉은 X자 모양의 십자)를 결합한 디자인이다.

영국의 국기의 구성

## 규격과 색상
영국의 국기 규격은 다음과 같다.

영국의 국기 규격 (3:5)
영국의 국기 규격 (1:2)
4:5 (영국 육군)

영국의 국기 색상은 다음과 같다.
|        | 파랑          | 하양          | 빨강        |
| ------ | ------------- | ------------- | ----------- |
| RGB    | 0, 36, 125    | 255, 255, 255 | 207, 20, 43 |
| 16진법 | #00247D       | #FFFFFF       | #CF142B     |
| CMYK   | 100.72.0.18.5 | 0.0.0.0       | 0.91.76.6   |
| 팬톤   | 280 C         | "safe"        | 185 C       |

## 역사

초창기의 영국의 국기

### 1801년 이전의 국기
스코틀랜드의 제임스 6세가 1603년 잉글랜드의 왕위를 물려받아 잉글랜드의 제임스 1세가 되면서 잉글랜드 왕국과 스코틀랜드 왕국은 동군연합이 되었다.
1606년 4월 12일 왕령으로 잉글랜드와 스코틀랜드의 동군연합을 상징하는 새로운 기가 제정되었다. 이 기는 잉글랜드의 국기(흰 바탕에 붉은 십자가 그려져 있는 성 게오르기우스 십자)와 스코틀랜드의 국기(파란 바탕에 흰 X자 모양의 십자가 그려진 성 안드레아 십자)를 겹쳐서 만들었다. 처음에는 선박과 해군의 기로만 사용되었으며 1634년에 국왕의 배에만 사용하도록 제한되었다.
1707년 선포한 합병령으로 그레이트브리튼 왕국으로 합쳐지면서 국기가 되었다. 여러 가지 밝기의 파란 색이 스코틀랜드 기에 사용된다. 유니언 기의 배경색은 짙은 네이비 블루(팬턴 280)이며, 현재의 스코틀랜드 국기에 사용되는 배경색은 2003년 스코틀랜드 의회에서 정한 옅은 로열 블루(팬턴 300)이다.
웨일스는 1282년 잉글랜드의 에드워드 1세에 의해 병합되어 잉글랜드의 일부로 여겨졌기 때문이다. 현재의 웨일스의 국기는 20세기에 와서 만들어진 것이다. 아일랜드 왕국은 1542년부터 잉글랜드와 동군연합 상태로 있었지만 이 국기에는 나타내고 있지 않았다.
1801년 이전 유니언 잭은 처음 채택한 미국의 국기에서도 왼쪽 귀퉁이에 사용했었다. 말하자면 잉글랜드와 스코틀랜드와 아일랜드 국기를 합해서 만든 게 바로 유니언 기이다.

### 1801년 이후의 국기
현재의 국기는 1800년 선포한 합병령으로 1801년 1월 1일, 아일랜드 왕국과 그레이트브리튼 왕국이 결합하여 그레이트브리튼 아일랜드 연합왕국이 되면서 만들었다. 아일랜드 나타내는 성 파트리치오 십자(흰 바탕에 붉은 X자 모양의 십자가를 그림)가를 스코틀랜드의 성 안드레아 십자 위에 추가했다. 붉은 십자는 잉글랜드의 헨리 2세가 아일랜드를 다스리기 위해 보낸 피츠제럴드 가문의 문장에서 온 것으로 생각한다. 실제 이 문양은 아일랜드에서 거의 사용하지 않는다. 대신에 하프나 켈트 십자, 토끼풀, 또는 (1922년 이후) 아일랜드 삼색기를 사용한다.

## 역대 영국의 국기

웨섹스 왕국(519년~925년)
머시아 왕국(527년~918년)
노섬브리아 왕국(653년~954년)
잉글랜드 왕국 왕실기(1198년~1340년)
잉글랜드 왕국(1189년~1707년)
웨일스 공국(1216년~1542년)
잉글랜드 연방(1649년~1651년)
잉글랜드 연방(1651년~1658년)
잉글랜드 연방(1658년~1660년)
스코틀랜드 왕국 왕실기(1200년~1707년)
스코틀랜드 왕국(843년~1707년)
대브리튼 왕국(1707년~1801년)
대브리튼 왕국의 다른 버전

## 같이 보기
- 영국의 기 목록
- 잉글랜드의 국기
- 스코틀랜드의 국기
- 웨일스의 국기
- 북아일랜드의 국기
- 대영 제국의 기 목록